# Claude Jean-Marie Le Gorrec
Claude Jean-Marie Le Gorrec est un homme politique français né le 5 mai 1800 à Saint-Brieuc (Côtes-d'Armor) et mort le 9 novembre 1868 à Pontrieux (Côtes-d'Armor).

## Biographie
Avocat à Pontrieux, il est maire de la ville et conseiller général du canton de Pontrieux. Il est député des Côtes-du-Nord sans interruption de 1839 à 1868, siégeant dans l'opposition sous la Monarchie de Juillet, à droite sous la Deuxième République et comme soutien de l'Empire de 1852 à 1868.

## Sources
- « Claude Jean-Marie Le Gorrec », dans Adolphe Robert et Gaston Cougny, Dictionnaire des parlementaires français, Edgar Bourloton, 1889-1891 [détail de l’édition]